# حیدرآباد (دیواندره)
حیدرآباد یا حیه‌راوا، روستایی از توابع بخش کرفتو شهرستان دیواندره در استان کردستان ایران و در ۱۵ کیلومتری شهرستان تکاب است.
قدمت حیدرآباد کنونی شاید به کمتر از ۱۰۰ سال می‌رسد، ولی وجود روستایی در یک کیلومتری آن به نام ده قدیم که هم اکنون آثار آن به طور کل از بین رفته نشان از قدمت این منطقه دارد.
روستای حیدرآباد زمستان‌های سخت و برف‌گیری دارد و در تابستان خشک و خنک است.
درآمد مردم روستا از راه دامداری و کشاورزی است.

## جمعیت
این روستا در دهستان کانی شیرین قرار دارد و براساس سرشماری مرکز آمار ایران در سال ۱۳۸۵، جمعیت آن ۲۳۲ نفر (۵۰ خانوار) بوده‌است.